# Demokratizace Madagaskaru
Demokratizace Madagaskaru je proces který započal na konci 70. let a trvá dodnes. Při něm byl demontován madagaskarský komunistický režim a nahrazen systémem mnoha stran. Od moci byl odstaven diktátor Didier Ratsiraka. Změny režimu bylo docíleno až po dlouhé generální stávce, která dobou svého trvání zlomila světový rekord a dodnes nebyla překonána. 

## Ekonomické problémy socialistického režimu

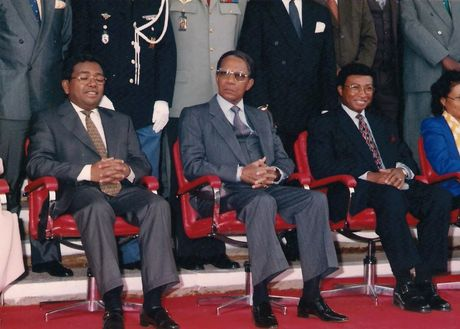
Didier Ratsiraka (uprostřed)

V roce 1975, po letech nepokojů, se vlády v zemi ujal Didier Ratsiraka, který začal do veřejné správy zavádět socialistické principy, vytvořil politbyro složené z vojenských vysokých důstojníků (tzv. Nejvyšší rada státu) a změnou ústavy ze sebe udělal doživotního diktátora. Parlament a systém mnoha stran, který zůstal na rozdíl od ostatních socialistických zemí zachován, disponoval pouze formální zákonodárnou a výkonnou mocí. Každá strana musela být členem tzv. Národní fronty.        
Nejvyšší rada státu v roce 1977 přišla s ambiciózním investičním plánem, který měl do 20 let zdvojnásobit domácí hrubý produkt. Mělo se ho dosáhnout rozvojem těžkého průmyslu, potravinovou soběstačností a vývozem výrobků. Plán se financoval zámořskými půjčkami a také byl značně závislý na vysokých cenách kávy na mezinárodních trzích. 
O tři roky později ekonomika zkolabovala. Socialistická vláda uměle udržovala nízké maloobchodní ceny rýže, takže domácí producenti ji přestali pěstovat – přestalo to pro ně být výhodné. Produkce rýže mezi roky 1977 až 1981 klesla na polovinu. Tudíž se rýže musela dovážet, což negativně ovlivnilo saldo obchodní bilance. Pěstitelé kávy, vanilky a hřebíčku dostávali 20% exportní ceny, což zapříčinilo že se tyto komodity ve velkém pašovaly na Komorské ostrovy, kde se daly výhodněji  prodat. Špatná finanční situace národního rozpočtu vedla k zanedbávání silnic – odlehlé vesnice tak zůstaly často odříznuté od světa, což zapříčinilo další snížení zemědělské produkce.  
Průmysl kvůli nedostatku surovin pracoval na třetinu své kapacity. Na začátku 80. letech klesly ceny ropy, což stimulovalo globální ekonomiku – to se ovšem netýkalo Madagaskaru, který měl smlouvu se Sovětským svazem že bude odebírat pouze jeho ropu  a to za zafixovanou cenu –  na začátku 80. let tato cena dosahovala dvojnásobku ceny ropy na světových trzích. 
Další ranou pro ekonomiku na přelomu 70. a 80. let bylo sucho v jižních a jihozápadních oblastech. Na cestách se objevili dahalo, skupiny banditů, kteří se rekrutovali ze zbídačelých venkovanů. Kradli dobytek a přepadávali pocestné. Jiní venkované se vydali hledat štěstí do měst, kde vytvořili nejchudší a nejvíce problematickou společenskou vrstvu. 
V roce 1980 rozpočtový deficit nabyl výše 40 procent a země dlužila přes miliardu dolarů.   V červnu 1981 byla země nucena přijmout pomoc Mezinárodního měnového fondu, který si zemi nadiktoval stabilizační program – tedy devalvaci měny, omezení investičního plánu, úsporná opatření a částečnou liberalizaci ekonomiky.  
Tato intervence dokázala odvrátit měnovou krizi, ale už nedokázala zabránit dalšímu propadu ekonomiky. Další pomoc byla nutná v roce 1982 a od této doby už fond zasahoval  v pravidelných intervalech.  Musela být zrušena kontrola cen, omezení subvencí, zavedena privatizace a další liberalizace ekonomiky. Ačkoliv se ekonomika propadat přestalA, tak to přineslo růst cen potravin a inflaci. Ceny exportovaných výrobků nerostly nebo dokonce klesaly, takže populace procházela těžkou frustrací.

## Studentské protesty

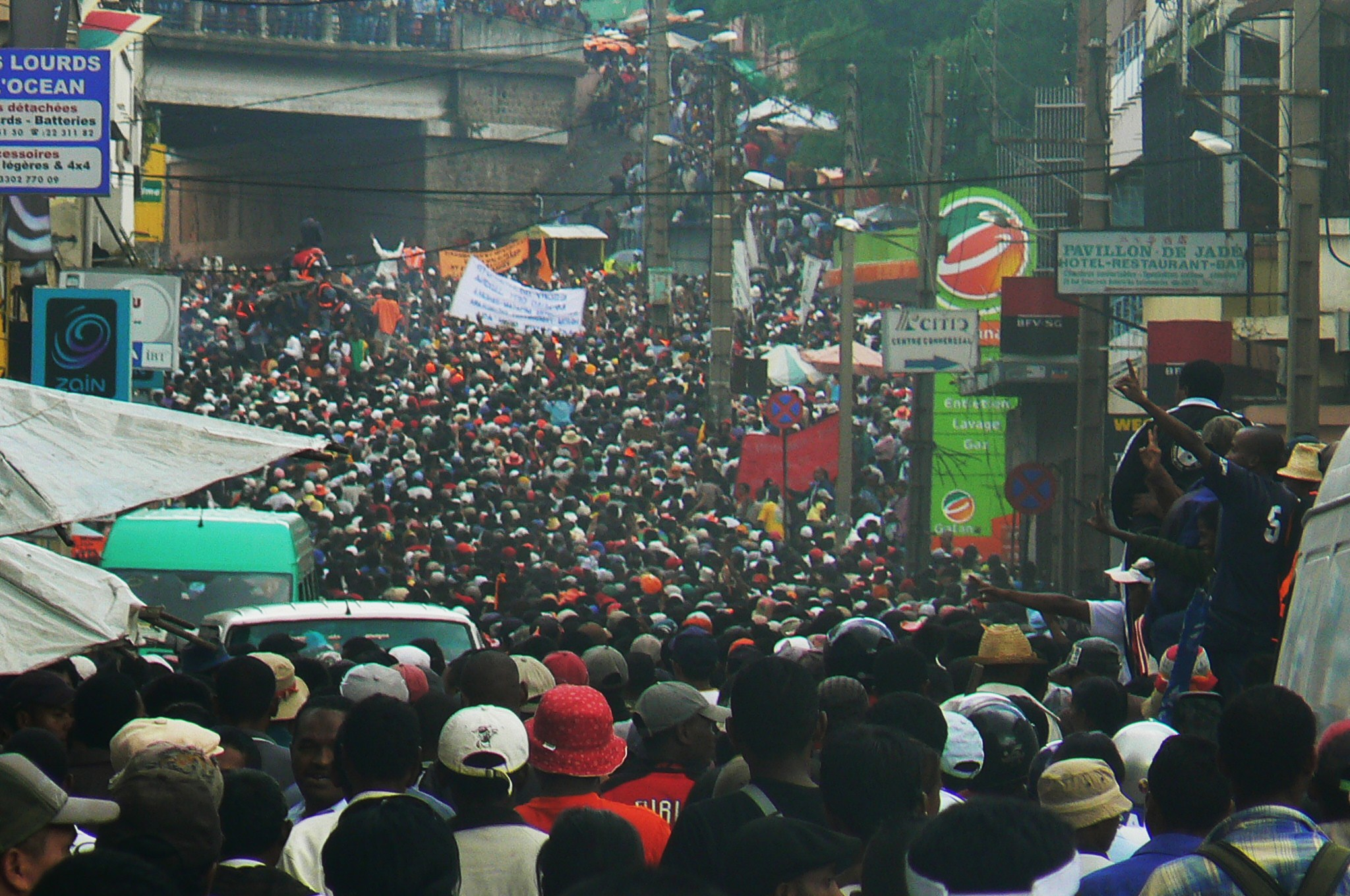
Protesty v Antananarivo

Vážným problémem madagaskarského vysokoškolského systému bylo, že produkoval více absolventů, než mohl trh práce vstřebat. Před rokem 1972 každý rok ze škol vyšlo 6000 absolventů, po roce 1972 přes 20 000 absolventů a po roce 1979 na 40 000 absolventů. 
Navíc školy byly chronicky podfinancované a zpolitizované. 
V roce 1979 vstoupili do stávky učitelé a o rok později se přidali i studenti. Během  protestů aktivně vystupoval i disident a hrdina z nepokojů v roce 1971, Monja Jaona. Jeho politická platforma MONIMA (Mouvement nationaliste et indépendant de Madagascar, Národní hnutí za osvobození Madagaskaru) byla sice vyloučena z Národní fronty a podle ústavy tak byla de iure zrušena, nicméně ve své opoziční činnosti pokračovala i nadále.   V listopadu 1980 vyzvala ke generální stávce.  Následné uvěznění Monja Jaonayho vyprovokovalo studentské demonstrace v centru hlavního města. 
Stávku 4000 studentů potlačily 3. a 4. února státní bezpečnostní složky silou a nechaly za sebou 6 mrtvých. Množství vysokoškolských pedagogů bylo uvězněno.  V březnu byl Monja Jaonay propuštěn a v červnu i vysokoškolští učitelé. Univerzitní život se vrátil k normálu. V srpnu bylo umožněno straně MONIMA se vrátit do Národní fronty a tím získat legalitu. MONIMA však ani poté neustoupila ze svých kritických pozic.

## Vojenské a bezpečnostní záležitosti

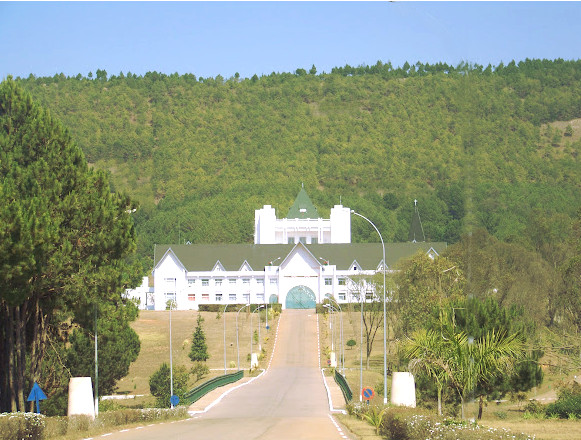
Palác ve městě Iavoloha

Kvůli vážným problémům existovalo silné politické napětí, což zvyšovalo podezřívavost a strach Didier Ratisiraky a Nejvyšší rady státu.  
Proti protivládním spiknutím a opozici byla vytvořena tajná policie DGID (Direction Générale d’Investigation et Documentation, Vrchní velitelství pro pátrání a dokumentaci).  Mezi populací byla tato policie velmi nepopulární. Spolupracovali s ní gangy nezaměstnané mládeže zvané TTS (Tanora Tanga Saina), které pro ni dělali špinavou práci – vydírání, zastrašování nebo vyvolávání konfliktů během studentských demonstrací. 
Na obranu proti těmto bojůvkám studenti a další mladí lidé zformovali v září 1984 jednotky, které ovládaly kung-fu a proto si daly stejný název.  4. prosince téhož roku se odehrála v ulicích Antananarivo bitva mezi TTS a Kung-fu, po které zůstalo 50 mrtvých. To donutilo vládu přestat TTS financovat a ve vedení DGID proběhlo personální zemětřesení. Nicméně Kung-fu vláda považovala za vážné ohrožení režimu a tak 1. srpna 1985 podniklo vojsko útok na budovu vedení Kung-fu. Členové Kung-fu byli pro své domnělé bojové schopnosti natolik obáváni, že vojsko k dobytí budovy nasadilo tanky a dělostřelectvo a v ruinách budovy zůstalo 50 mrtvých.  Po tomto brutálním zásahu ztratila vláda poslední kredit a prezident se natolik začal obávat o svou bezpečnost, že se přestal stýkat s veřejností. Své sídlo v centru Antananaviry začal považovat za málo bezpečné a nechal si severokorejskými inženýry vybudovat nové sídlo v Iavoloze, asi 15 kilometrů od hlavního městu. Budova připomínala pevnosti a lidé jí přezdívali “bunkr“. 
V lednu 1977 na Madagaskaru nouzově přistálo malé letadlo, které z JAR na Mauricius přepravovalo dva Jihoafričany a jednoho Američana. Událost byla nafouknuta tiskem jako pokus do země propašovat diverzanty.  
V říjnu téhož roku byl s nejbližšími spolupracovníky uvězněn velitel Andriamaholison, bývalý ministr šestidenní vlády premiéra Ratsimandrava, která existovala v roce  1973. Byl obviněn z protistátní činnosti. Šest let strávil čekáním na soud, kterým byl  posléze odsouzen k doživotnímu vyhnanství, avšak ve skutečnosti neopustil madagaskarské věznice.  
Roku 1982 byl odhalen pokus o vraždu prezidenta, kterého se měli dopustit jihoafričtí žoldáci a jeden madagaskarský ombiasy. Bylo zadrženo 13 lidí, odsouzených bylo pět.  
V listopadu 1983 bylo odhaleno další spiknutí vedené obchodníkem Gastonem Ramarosonem, kdy soud odsoudil 29 obžalovaných. Tresty se pohybovaly od 6 měsíců odnětí svobody po 10 let nucených prací.

## Rozkol ve straně
Od konce 70. letech se ve vládnoucí komunistické straně AREMA vyprofilovaly dvě frakce. Zástupci tvrdé linie socialismu zvané Rudá Arema se dostali do sporu s liberálnějšími, obchodně orientovanými lidmi nazývaných jako Bílá Arema.

## Hluboká společenská krize na konci 80. let
Přestože madagaskarská ekonomika disciplinovaně plnila příkazy Mezinárodního měnového fondu, který ji dával za vzor ostatním africkým zemím a schodek státního rozpočtu byl výrazně snížen, ostatní statistické údaje byly katastrofální.  
V letech 1985 až 1987 se státní dluh zdvojnásobil na 2,6 miliardy dolarů, což činilo více než roční HDP.  V roce 1980 1 francouzský frank stál 50 malgašských franků, v roce 1988 už 231 FMG. Roční inflace se pohybovala mezi 15-20% a ceny potravin rostly trojnásobným tempem než platy.  Ačkoliv populace přibývala 3% za rok, tak HDP se mezi roky 1980–1988 propadlo o 25 %. 
Vláda tradičně nasadila regulaci cen, což jenom přispělo k boomu černého trhu, protože pěstovat či vyrábět pro konvenční trh se přestalo vyplácet.  Cena rýže na černém trhu přesahovala možnosti mnohých obyvatel a konvenční trh trpěl jejím nedostatkem 
Všeobecná bída nutila lidi stahovat se do měst, kde rozšiřovali řady bezdomovců, kteří se živili přebíráním skládek v naději, že tam najdou něco zpeněžitelného. V ulicích se  začaly objevovat žebrající děti, jev předtím nevídaný. Zvýšil se počet kapesních krádeží a přepadení, návštěva Antananaviry se stala riskantním podnikem.  Snížené platy úředníků přispěly k dalšímu zvýšení už tak vysoké korupce.  Mezi vyčerpanou populací se snadno šířila malárie, který tak pronikla i do oblastí, kde se dříve nevyskytovala. 
Kvůli zmírnění potravinové krize vznikla v roce 1984 společnost PROCOPS, která měla působit v oblasti potravinové distribuce. Brzy však do jejího vedení pronikla prezidentova švagrová, který z ní udělala soukromou komerční společnost a díky svým dobrým politickým konexím dosáhla téměř monopolu v oblasti distribuce a velkoobchodního prodeje rýže, drůbeže a zeleniny.    
Skupinou, která na potravinové krizi a rozbujení černého trhu značně vydělávala, byli tzv. karna, indičtí a pákistánští obchodníci. Označení karna pochází se slova korán, tedy že tito imigranti byli povětšinou muslimského vyznání. Lúza v nich viděla hlavního strůjce ekonomické krize a roku 1987, po vyvrcholení hladomoru na jihu Madagaskaru, proběhl pogrom, mnoho karanů bylo zabito, část se jich zachránila na francouzském velvyslanectví nebo uprchla na Réunion.
V roce 1986 vážné nepokoje zažilo přímořské město Tamatave. Kvůli rekonstrukci byl uzavřen přístav a mnoho lidí přišlo o práci a tak neměli peníze na jídlo. Dav přepadnul sklad společnosti PROCOPS v naději, že naleznou potraviny. Při následném rabování několik lidí přišlo o život.  
Ve stejnou dobu se vláda rozhodla snížit počet studentů na vysokých školách o 20 %, což vyvolalo další nepokoje. Vláda byla nucena od svého záměru ustoupit.

## Volby v roce 1989
Kritická situace země působila negativně na semknutost Národní fronty. Začaly se objevovat silné nálady proti prezidentu Ratsirakovi a hrozilo nebezpečí, že Národní fronta postaví jiného kandidáta na prezidenta než Ratsiraku (volební systém fungoval tak, že každá strana Národní fronty mohla postavit vlastního kandidáta. V minulých volebních obdobích se všechny  strany jednohlasně shodly na jednom kandidátovi – Ratsirakovi). 
Protiratsirakovské nálady také posílila podivná úmrtí hned dvou nehlasitějších opozičníků – Guy Sibon, náčelník obrany, zemřel při leteckém neštěstí a náčelník hlavního štábu generál Lucien Rakotonirainy zkolaboval při vojenské přehlídce.    
Každá strana nakonec navrhla vlastního kandidáta a začaly rozhovory o tom, který z nich bude reprezentovat celou opozici a tak se stane kandidátem se seriózními šancemi. Avšak tuto možnost Ratsiraka nechtěl připustit a tak upravil ústavu, aby se volby uspíšily a odehrály se už v březnu 1989.  Opoziční strany se tak  nestihly na jednom kandidátovi shodnout a hlasy voličů sympatizujících s opozicí  byly rozmělněny. Ratsiraka získal 62% hlasů, což byl jeho nejslabší výsledek od doby, kdy se stal prezidentem, nicméně volby byli opozicí kritizovány z manipulace. Květnové volby do parlamentu ale už pro Ratsiraku dopadly lépe, neboť jeho strana AREMA získala 120 ze 137 křesel. Opět padlo obvinění z manipulace.  
Vzhledem k tomu, že Ratsirakův režim byl pod tlakem jak sílící opozice, tak pod tlakem zahraničí, zrušil cenzuru, připustil další liberalizaci ekonomiky. Také zrušil ústavní článek o tom, že každá strana musí být organizovaná v Národní frontě.  Ale zmínku o tom, že režim na Madagaskaru musí být socialistický, odmítl zrušit. 

## Pád světového komunismu
Po zrušení Národní fronty začaly živelně vznikat nové strany. Křesťanské, sociálně-demokratické, liberální, nacionalistické a tak dále. To dobře působilo na svobodu slova a další liberalizaci společnosti, nicméně AREMA se odmítala vzdát svého výsadního postavení v určování každodenního života.
Po roce 1989 přišel madagaskarský režim o podporu Sovětského svazu a tak se musel poohlédnout po nových partnerech. Na Madagaskar přicestoval v červnu 1990 francouzský prezident François Mitterrand, což značně přispělo k oteplení vztahů a Francie smazala velkou část madagaskarského dluhu, na oplátku Madagaskar slíbil vyplatit kompenzace znárodněným francouzským firmám, dovolil francouzské armádě znovu využívat přístav Diego Suarez a propustil politické vězně s podmínkou, že okamžitě odcestují do Paříže. 
V srpnu navštívil zemi jihoafrický prezident de Klerk. Ratsiraka ocenil jihoafrické reformy a oznámil, že je ochotný obnovit obchodní styky. Byla zavedena letecká linka mezi zeměmi. Prvním letadlem přiletěla jihoafrická obchodní delegace, aby přislíbila investice.  
HDP se konečně přestalo propadat a v roce 1990 dokonce vzrostlo o 3,9%

## Opoziční nepokoje a výhra demokracie
Opozice byla nešťastná z toho, že Madagaskar by měl nést  komunistický kurz minimálně dalších 6 let. Vlivná Rada Církví (FFKM, Fikombonan’ny fiangonana kristiana eto Madagasikara, Koncil křesťanských církví Madagaskaru) vyzvala všechny strany k účasti na shromáždění Živé síly (FV, Forces Vives). Na něm se probíral program „národního souladu“, tedy jak vyvést zemi z ekonomických a společenských potíží. Opozice se také dohodnula na vytvoření Komise živé síly (Comité des Forces Vives) pod vedením Andriamanjata, Rakotoniriny a budoucího premiéra Zafyho. Prezident a provládní strany toto fórum odsoudily. 
V prosinci 1990 udělal parlament další ústupky, oficiálně zrušil cenzuru tisku, státní monopol na televizi a rozhlas. V únoru roku 1991  oznámil, že Nejvyšší rada revoluce (socialistické politbyro) bude nahrazeno voleným Senátem. Žádná z těchto změn nebyla konzultována opozicí, která se tak cítila odstrčená. 
10. května se před Parlamentem shromáždil dav 5000 lidí, který obviňoval AREMU ze zneužívání moci. FV žádala zvláštní ústavní konferenci, kde by veškeré změny byly konzultovány. Ratsiraka se jimi odmítnul zabývat. 
10. června vyhlásila FV generální stávku. S krátkými přerušeními trvala 6 měsíců, čímž zlomila světový rekord, který dodnes nebyl překonán. Časem generální stávka zachvátila celou zemi, mimo provoz byly státní úřady, pošta, policie, dopravci, banky, život v hlavním městě byl paralyzován.  
V průběhu července se vyjednávání mezi FV a vládou úplně zastavilo, protože FV trvala na odstoupení Ratsiraky. Přechodný pat se FV pokusila vyřešit vznikem  stínové opoziční vlády, v níž byl premiérem Albert Zafy. Někteří z ministrů této paralelní vlády začali spolupracovat  se stávkujícími vládními úřady a tak do svých rukou dokázali soustředit část výkonné moci.  To už nemohla oficiální vláda přejít bez  povšimnutí a dne 23. července byla obnovena cenzura a vyhlášen výjimečný stav se zákazem nočního vycházení a shromažďování.  Tisk i bezpečnostní složky toto vyhlášení naprosto ignorovaly, takže se nezměnilo vůbec nic.   
Ozbrojení muži převlečení do pracovních oděvů unesli stínového premiéra Zafyho a tři z jeho „ministrů“.  To vyprovokovalo další demonstrace a nastalém zmatku byli zabito v Tamatave a Diego Suarez několik vůdců FV. Kdo jejich vraždu provedl je nejasné, nejvíce pravděpodobná se jeví úvaha, že šlo o vnitropolitické boje uvnitř FV, neboť všichni zabití pocházeli z etnika Merino. 
28. července nezbývala Ratsirakovi žádná jiná možnost, než rozpustit jeho vládu a propustit unesené stínové ministry. 8. srpna jmenoval premiérem Guye Razanamasyho, všeobecně uznávaného starostu Antananaviro. Razanamasy ihned přizval FV k sestavení vlády. FV se rozštěpila na dvě frakce – jedna chtěla s Razanamasyem spolupracovat, kdežto druhá žádala úplné svrhnutí současného režimu. 
Frakce FV odmítající režim svolala mírový protestní  pochod k prezidentově sídlu v Iavoloze. Dav byl napaden vrtulníky a prezidentova ochranka začala do davu střílet.  Zabila přes 100 lidí. V ten samý den byla i krvavě potlačena demonstrace ve městě Majunza, kde zůstalo 30 mrtvých. Tímto Ratsiraki ztratil poslední domácí i zahraniční podporu. Rada církví, které do tohoto okamžiku spíše plnila funkci umírněného prostředníka, plně přešla na stranu opozice. Francie přerušila vojenskou pomoc, která zahrnovala výcvik prezidentovy gardy. Doporučila mu rezignaci a poskytla azyl opozičnímu premiérovy Zafymu.  
Krizi se Ratsiraka pokusil vyřešit federalizováním Madagaskaru a do nově zřízených států umístil své stranické loutky. Jmenoval nového premiéra Razamanasyho. FV se tímto ale nenechala zmást a trvala na svých pozicích. Ratsiraka pohrozil státním zaměstnancům vyhazovem, když 4. září nepřijdou do práce, nicméně 4. září  i dny na to byly státní úřady prázdné.  
Ani během září a října se patová situace nevyřešila. Armáda po celou dobu zůstávala neutrální. Kdyby se pokusila sesadit prezidenta, tak by musela čelit paramilitární elitně vycvičené Prezidentské gardě a kdyby se pokusila zpacifikovat demonstranty, pravděpodobně by vyvolala občanskou válku. Nicméně 31. října veřejně vystoupil generál Ramakavelo a jménem vysokých armádních důstojníků pohrozil, že pokud se politici v blízké době nedohodnou, tak „armáda přijme opatření, jaké bude nutnou přijmout, aby se krize vyřešila v co nejkratším čase“. Premiér Razanamasy v tvář tomuto ultimátu okamžitě svolal zástupce vládních stran, FV a Rady církví, aby se dohodli na „legálním rámci všeobecně požadovaných změn“. Dohodli se na sestavení prozatímní vlády s názvem Nejvyšší autorita státu, které bude předsedat Zafy a která má 31 členů společně jmenovaných původní vládou a ZV.   
Země se po půlroce generální stávky nacházela ve velmi špatné situaci, kterou bylo třeba bezprostředně vyřešit. Vzrostla kriminalita, průmysl klesl na 20% původního objemu, hlavní exportní artikl – třtinový cukr – se musel začít dovážet. Export se snížil o 75 %. Inflace dosáhla 30%. Školy a úřady byly vyrabované a místnosti byly obsazené squattery.  
Předním úkolem vlády ale bylo dosáhnout míru a zajistit bezpečnost až do vyhlášení demokratických voleb.  
Ratsiraka se však nedokázal smířit se ztrátou moci a tak alespoň podněcoval své mladistvé stoupence sdružené v TTS, kteří bez nějaké koncepce vypalovali a rabovali kostely kvůli tomu, že se církev postavila na stranu opozice. 
Ratsirakovi příznivci se také snažili narušit setkání ústavního fóra, kdy do davu někdo hodil ruční granáty. Zafy unikl o vlásek smrti, když do jeho domu najela cisterna plná benzínu. 21. června se mělo konat referendum o ústavě, avšak Ratsirakovi příznivci přepadávali volební místnosti a pálili seznamy voličů a volební lístky. Nicméně tím referendum jen pozdrželi, v následném sčítání hlasů bylo 72% zúčastněných obyvatel pro novou ústavu. Jako reakci na tento výsledek se provincie Tamatave, Tulear a Diego Suarez prohlásily za autonomní státy. Ratsirakovská  mladistvá guerilla začala ničit důležité komunikační spoje, 
V obavě, že by nepokoje mohly eskalovat v občanskou válku, Nejvyšší autorita státu změnila volební zákon tak, aby se mohl Ratsiraka voleb zúčastnit. To nepokoje uklidnilo.  
V demokratických prezidentských volbách v roce 1993, které proběhly korektně i podle přísných západních podmínek, zvítězil Zafy, který získal v prvním kole 45% a v druhém 67% hlasů. Na stadionu v Mahanasimě přihlížel inauguraci prezidenta nadšený dav. Zklamaný a zahořklý Ratsiraka odmítl důstojně odjet do Francie na odpočinek a místo toho na tiskové konferenci oznámil, že zůstane na Madagaskaru a podobně jako De Gaulle bude čekat, až ho národ znovu povolá.
Země byla po socialistické vládě a po dlouhých nepokojích v troskách. Přestože situace na Madagaskaru je špatná – 70% populace žije pod hranicí chudoby a státní dluh přesahuje 4 miliardy dolarů – HDP stabilně roste a rozvíjí se turistický ruch.  

## Další vývoj
V roce 1995 Zafy vyhlásil referendum, které by mu udělilo více osobních pravomocí a omezilo vliv parlamentu, de facto tedy chtěl zastavit proces demokratizace. Referendum dopadlo v jeho prospěch, nicméně v roce 1996 byl parlamentem obžalován z neústavních kroků a byly vyhlášeny předčasné volby, které překvapivě vyhrál Ratsiraka.  Ačkoliv ten už zapomněl na své komunistické způsoby a vedl zemi kapitalistickým směrem, vzrůstal proti němu odpor, opozice bojkotovala regionální volby v roce 2000 a prezidentský volební rok 2001 se neobešel bez násilností, zejména když vítězství Marca Ravalomananaa bylo zpochybněno volební komisí a muselo se 4 měsíce čekat na rozhodnutí nejvyššího soudu, který jeho vítězství potvrdil. Ratsiraka byl odsouzen k 10 letům nucených prací za podněcování nepokojů, což ho donutilo odejít  do exilu do Francie.
Roku 2009 byl Ratsiraka pozván na Madagaskar zpět, protože při volbách došlo k povstání nespokojené opozice a Ratsiraka moderoval dialog mezi jednotlivými znesvářenými frakcemi.  Za pomocí armády byla vytvořena prozatímní vláda, která měla oznámit nový termín voleb, ten ještě dosud nebyl stanoven.V současnosti je tedy proces demokratizace zastaven.